# ミ語法
ミ語法（ミごほう）とは、形容詞の語幹に語尾「み」を接続した語形を用いる語法である。現存する文献に残る用例の大部分は万葉集である。上代以前に広く用いられたと考えられている。中古以降は擬古的表現として和歌にわずかに用いられた。

## 概要
ミ語法の用例で一番多いものは次のように形容詞の語幹の前に名詞に後接する「を」を伴う。
- 采女の袖吹きかへす明日香風都を遠み（乎遠見）いたづらに吹く （万葉集　第1巻　51番歌）
- 若の浦に潮満ち来れば潟をなみ（乎無美）葦辺をさして鶴鳴き渡る （万葉集　第6巻　919番歌）

多くはないが「を」を伴わないものがある。
- …明日香の古き都は山高み（山高三）川とほしろし… （万葉集　第3巻　324番歌）

また、ミ語法の後ろに「す」や「思ふ」を伴うものがある。
- さ百合花ゆりも逢はむと思へこそ今のまさかもうるはしみすれ（宇流波之美須礼） （万葉集　第18巻　4088番歌）
- 我妹子を相知らしめし人をこそ恋のまされば恨めしみ思へ（恨三念） （万葉集　第4巻　494番歌）

「み」の解釈は議論があり、マ行四段活用動詞の連用形とする意見とそれとは無関係な形容詞の活用語尾であるとする意見とがある。後者の説で最近のものは竹内史郎の説で、竹内史郎（2004）はこの「み」を動詞とは無関係で形容詞の活用語尾であるとした。なお、ミ語法に現れる「み」は上代特殊仮名遣では甲類である。
「を」はおおむね格助詞と考えられているが、間投助詞とする意見もある。また、格助詞とした場合ミ語法に限り主格を表わすという意見がほぼ定説となっているが、対格を表わすとする説もある。
ミ語法の意味は上記の「を」を伴うものは「を」が主格を表わし「み」が原因や理由を表わすと考えられている。「山を高み」であれば「山が高いので」と解釈するのが定説となっている。ただし、原因や理由を表わさないとする説もある。蔦清行（2004）は、「み」を動詞の「見る」に由来する判断を表わすとし、たとえば「山を高み」は「山を高いと見る」のように考えた。江部忠行（2017）は、「み」を自他同形の動詞とし、形容詞が示す状態に「する」あるいは「なる」という変化を表わす単なる連用中止法とし、他動詞の「み」はすべて無意志化されているとした。たとえば「潟をなみ」は「潟を無くし」であり、それまであった潟が潮が満ち来ることで主語の意志によらず無い状態になったと考えた。

## 百人一首
- 秋の田の 仮庵の庵の 苫をあらみ わが衣手は 露にぬれつつ（1番、天智天皇）
- 瀬を早み 岩にせかるる 滝川の われても末に あはむとぞ思ふ（77番、崇徳院）
- 風をいたみ 岩うつ波の おのれのみ 砕けてものを 思ふころかな（48番、源重之）